# Windhaag bei Perg
Windhaag bei Perg település Ausztriában, Felső-Ausztria tartományban, a Pergi járásban. Tengerszint feletti magassága 514 méter, területe 19,18 km².

## Elhelyezkedése
Windhaag bei Perg Bad Zell, Rechberg, Münzbach, Perg és Allerheiligen im Mühlkreis településekkel határos.

## Népesség
| 2016 | 1 477 |
| 2018 | 1 508 |